# Daniel Palma
Daniel Rodrigo Palma Yáñez (Rancagua, 1989-Santiago, 5 de abril de 2023) fue un cabo primero de Carabineros chileno, que fue asesinado mientras ejercía labores de fiscalización vehicular en la avenida Matta por ocupantes de un vehículo.

## Biografía
Nació en 1989 en Rancagua, capital de la Región del Libertador Bernardo O'Higgins. Egresó el año 2007 del Colegio España, posteriormente entraría a realizar su servicio militar y entrar al Ejército de Chile como soldado profesional ejerciendo desde el año 2008 hasta el 2012 en el Regimiento Reforzado n.º 4 «Rancagua» en la ciudad de Arica, posteriormente en enero del 2014 entraría a la Escuela de Formación de Carabineros en la que estuvo 9 años realizando cursos. El 15 de julio de 2022, se casó en la ciudad de Temuco con la cabo segundo de Carabineros Darline Vergara Troncoso con la que tuvo 2 hijos un niño de 4 años y una niña con 6 meses de gestación.

## Asesinato
En la noche del 5 de abril del 2023 mientras se realizaba fiscalización de vehículos por avenida Matta debido a unas denuncias por parte de vecinos quienes habían escuchado disparos cerca del Teatro Caupolicán. Cuando se acercaron en una moto TT-5930 acompañado con el cabo segundo Sebastián Ruiz, y cuando el cabo primero se acerco a un auto en el que supuestamente se habían realizado los disparos, Daniel Palma recibe uno de los dos  disparos desde el interior de este, ya que en primera instancia Palma Yáñez habría esquivado uno.
Herido, fue trasladado a la ex-posta central donde fue intervenido, pero falleció en la madrugada producto de las heridas producidas.

### Funeral
Su funeral se llevó a cabo en su ciudad natal el 8 de abril, siendo a las 10 de la mañana despedido en la Catedral de Rancagua para posteriormente ser enterrado en el cementerio Nº2 de Rancagua. La misa contó con la presencia de cientos de personas que fueron a rendir homenaje al mártir de Carabineros.

### Reacciones
El homicidio del cabo primero Daniel Palma se marca en contexto de la controversial legislación de la denominada "Ley Naín-Retamal", que busca dar mayor facultad a los Carabineros. Por lo que el presidente Gabriel Boric la promulgó horas después del asesinato, lo que provocó oposición de sectores de Apruebo Dignidad agudizando la tensión dentro del gobierno entre estos sectores.
Distintos sectores de la población junto con varias personalidades condenaron el asesinato como Alberto Plaza, Andrónico Lukšić Craig, Sebastián Piñera, entre otros.

## Controversias
Durante un despacho periodístico en vivo desde la 4.ª Comisaría de Carabineros de Santiago, la periodista Paulina de Allende-Salazar se refirió al aire a Palma como «paco» —modismo del español chileno para referirse a carabineros con distintas connotaciones—, razón por la cual generó una oleada de denuncias al Consejo Nacional de Televisión de Chile (CNTV), marcando un récord de denuncias en la historia de la televisión chilena hasta ese entonces, con cerca de 2000 reportes en un lapso de cuatro horas. Durante una rueda de prensa otorgada por el general Álex Chavan, el oficial pidió expresamente que la periodista mencionada se retire del lugar para poder dar un comunicado y responder las preguntas de los otros periodistas. Adicionalmente, como repercusión directa de estos hechos, Allende-Salazar fue despedida de su casa televisiva, Mega.